# Бутенко, Роман Анатольевич
Рома́н Анато́льевич Буте́нко (укр. Роман Анатолійович Бутенко; 30 марта 1980, Донецк — 30 ноября 2012) — украинский футболист, полузащитник.

## Биография
Роман Анатольевич Бутенко родился 30 марта 1980 в Донецке.

### Клубная карьера
Начал профессиональную карьеру в донецком «Шахтёре-2» во Второй лиге Украины. В команде дебютировал 10 августа 1996 года в домашнем матче против ильичёвского «Портовика» (1:0), Бутенко вышел в перерыве вместо Максима Морозова. Всего за «Шахтёр-2» он провёл 110 матчей и забил 9 мячей в чемпионатах Украины, в Кубке провёл 4 матча и забил 1 гол. В 2000 году провёл 2 матча и забил 1 мяч за «Шахтёр-3».
Вторую половину сезона 2000/01 провёл в «Полиграфтехнике» в Первой лиге. За клуб он сыграл в 6 матчах и забил 1 гол. После провёл полгода в житомирском «Полесье» и сыграл 6 матчей и забил 1 мяч, провёл 2 матча в Кубке Украины. В 2002 году играл за владимировский ВАВК в любительском чемпионате Украины. С 2003 года по 2004 год выступал за харьковский «Арсенал», за команду он провёл всего 51 матч и забил 5 мячей. В ноябре 2003 года провёл 2 матча и забил 1 гол за «Гелиос» во Второй лиге. После непродолжительное время защищал цвета двуреченского «Локомотива» в любительском чемпионате.
В 2007 году играл за ереванский «Бананц», в чемпионате Армении он сыграл 7 матчей и забил 1 гол, в Кубке Армении он провёл 2 матча. В команде не смог задержаться из-за проблем с мышцами. В августе 2007 года перешёл в донецкий «Титан», в команде он провёл полгода и сыграл в 9 матча во Второй лиге.
В ноябре 2007 года сыграл в товарищеском матче за харьковский «Металлист» против донецкого «Шахтёра» (1:2), Бутенко играл на позиции правого защитника. В январе 2008 года на сборе «Металлиста» в ОАЭ Бутенко подписал с клубом трёхлетний контракт. В 2008 году сыграл 2 матча за основу «Металлиста» в Кубке Украины против киевского «Арсенала» (3:1) и симферопольской «Таврии» (1:2). В феврале 2009 года мог перейти в ужгородское «Закарпатье». 16 мая 2009 года дебютировал в Премьер-лиге Украины в выездном матче против одесского «Черноморца» (1:0), Бутенко вышел на 70 минуте вместо Виталия Бордияна. После матча главный тренер «Металлиста» Мирон Маркевич заявил, что Бутенко вышел на поле из-за того, что больше некого было выпустить на поле. Бутенко в основном выступал за дублирующий состав «Металлиста», сыграл 31 матч и забил 3 гола в молодёжном первенстве Украины. Летом 2009 года получил статус свободного агента и покинул клуб. В июне того же года побывал на просмотре в луганской «Заре».

### Карьера в сборной
Бутенко играл в молодёжной сборной Украины под руководством Владимира Онищенко в 2000 году. Провёл 2 товарищеских матча против Болгарии и Литвы.

## Смерть
30 ноября 2012 года погиб в автокатастрофе.